# Goveđe Polje
Goveđe Polje – wieś w Chorwacji, w żupanii bielowarsko-bilogorskiej, w gminie Dežanovac. W 2011 roku liczyła 100 mieszkańców.